# Maria de Portugal, Duquesa de Parma e Placência
Maria de Portugal ou Maria de Guimarães (Paço da Ribeira, 12 de agosto de 1538 — Parma, 7 de setembro de 1577) foi infanta de Portugal e duquesa-consorte de Parma e Placência, era filha do infante D. Duarte I, 4.º Duque de Guimarães e de sua esposa, Isabel de Bragança, sendo por via paterna neta do rei Manuel I de Portugal.

## Biografia
Casou com Alexandre Farnésio, Duque de Parma e Placência, em 11 de novembro de 1565 em Bruxelas. Desse casamento nasceram três filhos:
- Rainúncio (28 de Março de 1569 - 5 Março de 1622), sucedeu a seu pai como Duque de Parma e foi um dos putativos herdeiros ao trono português durante a crise de 1580 (dado ser bisneto do rei D. Manuel). Casou em 1600 com Margarida Aldobrandini; com descendência
- Margarida (Margherita) (7 de Novembro de 1567 - 13 de Abril de 1643), casou em 1581 com Vicente I Gonzaga, Duque de Mântua, sem descendência
- Eduardo (Odoardo) (7 de Dezembro de 1573 - 21 de Fevereiro de 1626), tornou-se Cardeal.